# Пределла
Пределла (итал.  predella, исп.  predela  — ступенька) — в композиции полиптихов — многостворчатых церковных алтарей — нижняя часть, обычно вытянутая по горизонтали, выглядящая своеобразным пьедесталом. Близко понятию антепендиум. В средневековых и ренессансных католических храмах пределлы больших многостворчатых алтарей украшали росписью или рельефом. Иногда, как и другие части алтаря, имеет раскрывающиеся створки.
Пределлы оформляли орнаментом типа астверк или ранкенверк. Вытянутый по горизонтали формат подсказывал мастерам возможность изображения многофигурных сцен на евангельские сюжеты: «Поклонение волхвов», «Тайная вечеря», эпизоды жития местных святых. Возникали и необычные решения. Так, согласно одной из версий, знаменитая картина художника Ганса Гольбейна Mладшего «Мёртвый Христос в гробу» необычно вытянутого по горизонтали формата была выполнена в качестве пределлы алтаря. Однако остальные части такого алтаря до настоящего времени не обнаружены. Поэтому М. Я. Либман счёл возможным утверждать, что картина восходит к старинным византийским эпитафиой (плащаницам), связанным с пасхальной литургией. Такого рода образы встречаются в венецианском искусстве вплоть до XVI века, например в творчестве Марко Базаити и Витторе Карпаччо.
Пределлой называли также росписи нижних, цокольных частей стен, имитирующих подвесную ткань со складками. В древнерусских храмах такие росписи имели название «пелена».
Пределла — также нижняя часть, подножие либо передняя стенка наподобие антепендиума для креденцы (шкафа для ритуальных принадлежностей, в котором хранятся Священные Дары), или же составляет фриз, над которым непосредственно возвышается запрестольный образ. С оборотной стороны такой пределлы устраивают шкаф, в котором также хранятся священные сосуды и прочие принадлежности богослужения.
Наиболее известные пределлы — работы:
- Дуччо ди Буонинсенья — пределла «Маэсты»
- Лоренцо Монако — пределла «Моментов из жизни св. Бенедикта» (ок. 1407—1409)
- Луки Синьорелли — пределла «Поклонения пастухов» (1510—1515)
- Матиаса Грюневальда — пределла «Изенгеймского алтаря»